# NGC 2703
NGC 2703 is een hemelobject van twee sterren in het sterrenbeeld Waterslang. Het hemelobject werd in 1877 ontdekt door de Duitse astronoom Ernst Wilhelm Leberecht Tempel.